# Apoxestia euchroa
Apoxestia euchroa là một loài bướm đêm trong họ Noctuidae.